# Bessines-sur-Gartempe
Bessines-sur-Gartempe (tiếng Occitan: Becinas) là một xã của tỉnh Haute-Vienne, thuộc vùng Nouvelle-Aquitaine, miền trung nước Pháp.